# Londýnské planetárium
Londýnské planetáriumse nachází na Marylebone Road v severní části centrálního Londýna. Sousedí s Muzeem voskových figurín Madame Tussaud a vlastní je obě společnost Tussauds Group. Bylo postaveno v roce 1958. 

## .Historie
Bylo vybudováno v 50. letech 20. století, pojme asi 330 návštěvníků a jeho kupole má průměr asi 18 m. Prvních pět let byl používán optomechanický projektor, který umožňoval návštěvníkům pohled na noční oblohu tak, jak je vidět ze země.
V 90. letech 20. století byl instalován první digitální planetární systém Digistar, poskytující monochromatický trojrozměrný pohled na kosmický prostor a jiné zvláštní efekty.
V roce 2004 byl stávající projektor povýšen na barevný systém Digistar 3, který umožňuje divákům ponoření do prostředí kosmického prostoru.

## Doprava

### Metro
- Baker Street (trasy Bakerloo, Circle, Jubilee, Metropolitan a Hammersmith & City)

### Železnice
- Marylebone